# Saccaropina deidrogenasi (NAD+, formante L-lisina)
La saccaropina deidrogenasi (NAD+, formante L-lisina) è un enzima appartenente alla classe delle ossidoreduttasi, che catalizza la seguente reazione:
N6-(L-1,3-dicarbossipropil)-L-lisina + NAD+ + H2O ⇄ L-lisina + 2-ossoglutarato + NADH + H+